# 上総一ノ宮駅

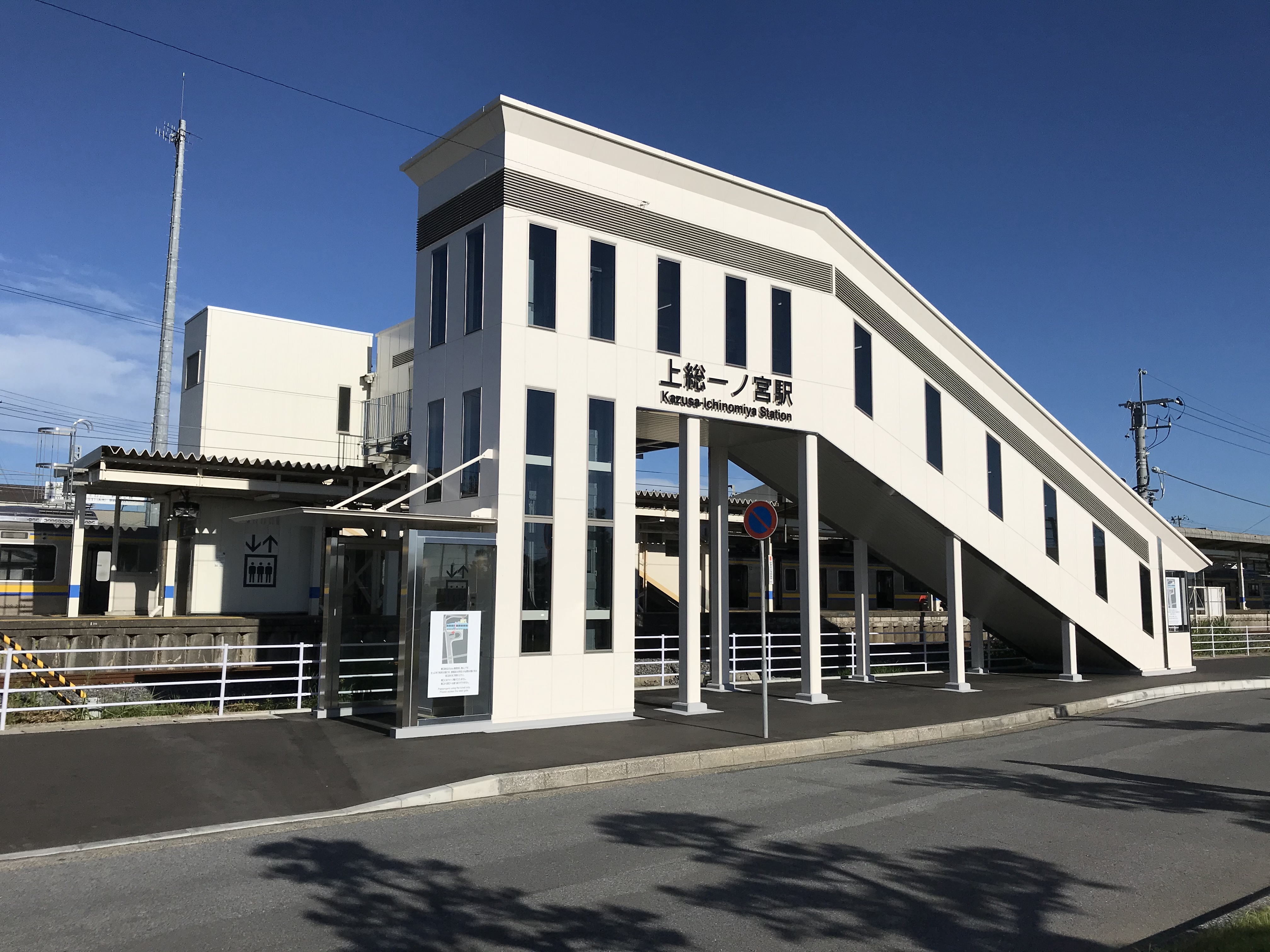
東口（2020年9月）

上総一ノ宮駅（かずさいちのみやえき）は、千葉県長生郡一宮町一宮にある、東日本旅客鉄道（JR東日本）外房線の駅である。

## 歴史
- 1897年（明治30年）4月17日：房総鉄道大網 - 当駅間開業時に、一ノ宮駅として開設[1]。旅客・貨物取扱[2]。
- 1899年（明治32年）12月13日：当駅 - 大原間延伸開業[1]。
- 1907年（明治40年）9月1日：房総鉄道が買収され、帝国鉄道庁の駅となる[1]。
- 1916年（大正5年）1月1日：上総一ノ宮駅に改称。駅名の重複を解消するためであり、同じ日にはそれまで当駅と同名を称していた3か所の「一ノ宮駅」も三河一宮駅、尾張一ノ宮駅（現・尾張一宮駅）、長門一ノ宮駅（現・新下関駅）に改称している[3]。
- 1971年（昭和46年）7月1日：貨物取扱廃止[2]。
- 1984年（昭和59年）2月1日：荷物扱い廃止[2]。
- 1987年（昭和62年）4月1日：国鉄分割民営化に伴い、東日本旅客鉄道（JR東日本）の駅となる[1]。
- 2004年（平成16年）10月16日：ICカード「Suica」の利用が可能となる[4]。東京近郊区間に組み込まれる[4]。
- 2018年（平成30年）12月27日：1・2番線ホームに待合室を整備[5]。
- 2020年（令和2年）7月1日：2020年東京オリンピックのサーフィン競技が最寄りの釣ヶ崎海岸で開催されるのに伴い[注釈 1]、東口（ICカード専用改札口）を開設[6][7][8]。
- 2022年（令和4年）7月31日：この日限りでみどりの窓口が営業を終了[9][10]。

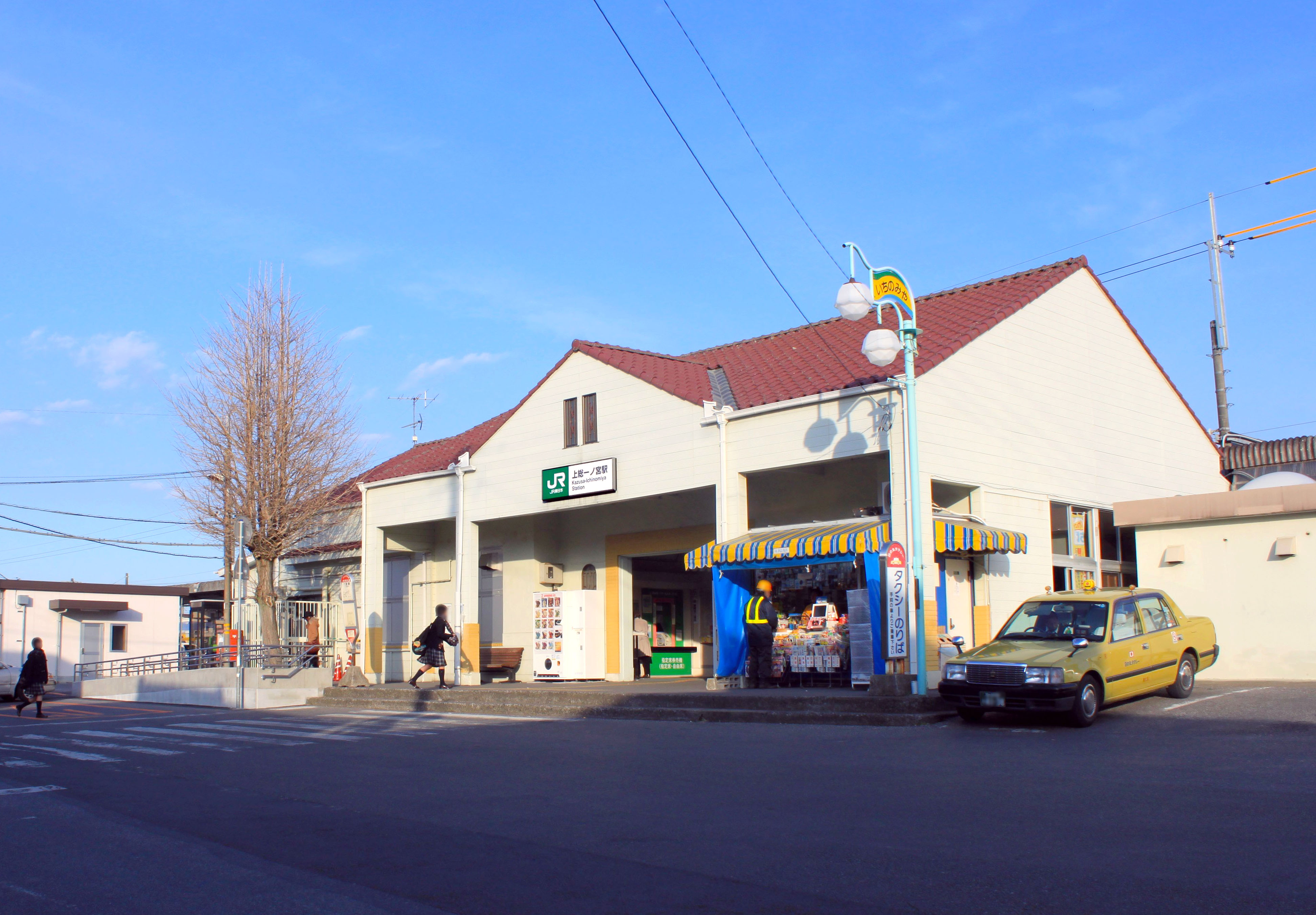
リニューアル前の西口駅舎（2012年1月）

## 駅構造
単式ホーム1面1線と島式ホーム1面2線、計2面3線を有する地上駅。木造駅舎備える。ホーム間はエレベーターを備えた跨線橋で連絡している。改札は西口（駅舎側）と東口（跨線橋上）の2ヶ所あり、東口はICカード専用の改札口（精算機・ICカードチャージ機未設置）である。茂原統括センターの直営駅。

### のりば
| 番線 | 路線    | 方向 | 行先                   | 備考            |
| ---- | ------- | ---- | ---------------------- | --------------- |
| 1・2 | ■外房線 | 下り | 茂原・大原・勝浦・方面 | 一部列車は3番線 |
| 2・3 | ■外房線 | 上り | 蘇我・千葉・東京方面   |                 |

（出典：JR東日本:駅構内図）
- 2番線は主に蘇我・千葉方面当駅折返し始発に使用することが多い。
- 案内標などには明記はされていないが、夜間の数本の下り列車は、本来上りホームが使用する3番線から発車する。
- 外房線の普通・快速列車は原則として当駅を境に運行系統が分離されており、京葉線・総武快速線直通の快速列車をはじめ、多くの列車が当駅を終着・始発としている。また、特急「わかしお」の一部も当駅が終着・始発となる。
- 起点の千葉駅から当駅までは複線区間、当駅から東浪見駅までは単線区間となる。
- 三門駅・浪花駅ホームは10両編成に対応していない。このため当駅より大原寄りの区間では特急を除き、8両以下の編成で運行される。

| 運転番線 | 営業番線 | ホーム | 千葉方面着発 | 安房鴨川方面着発 | 引上げ線着発 | 電留線着発 | 備考       |
| -------- | -------- | ------ | ------------ | ---------------- | ------------ | ---------- | ---------- |
| 1        | 1        | 15両分 | 到着可       | 到着・出発可     | 入出区可     | 入出区可   | 下り主本線 |
| 2        | 2        | 15両分 | 到着・出発可 | 到着・出発可     | 入出区可     | 入出区可   |            |
| 3        | 3        | 15両分 | 到着・出発可 | 到着・出発可     | 入出区可     | 入出区可   | 上り主本線 |

- 主本線を発着する場合は通過が可能[11]。
- 八積寄りに短い引上げ線があり、主に分割併合で使用される[11]。
- 東浪見寄りにある電留線（電留0番 - 電留2番線、15両対応）は、各線とも最大3編成留置可能[11]。
- 夜間、2番線に京葉線直通1本、電留線に総武快速線直通2本、京葉線直通1本、ワンマン普通列車（2両）1本が留置される。
- 京葉線直通とワンマン普通列車は、電留0番線に縦列で留置される（手前が京葉線直通、奥がワンマン車両）。

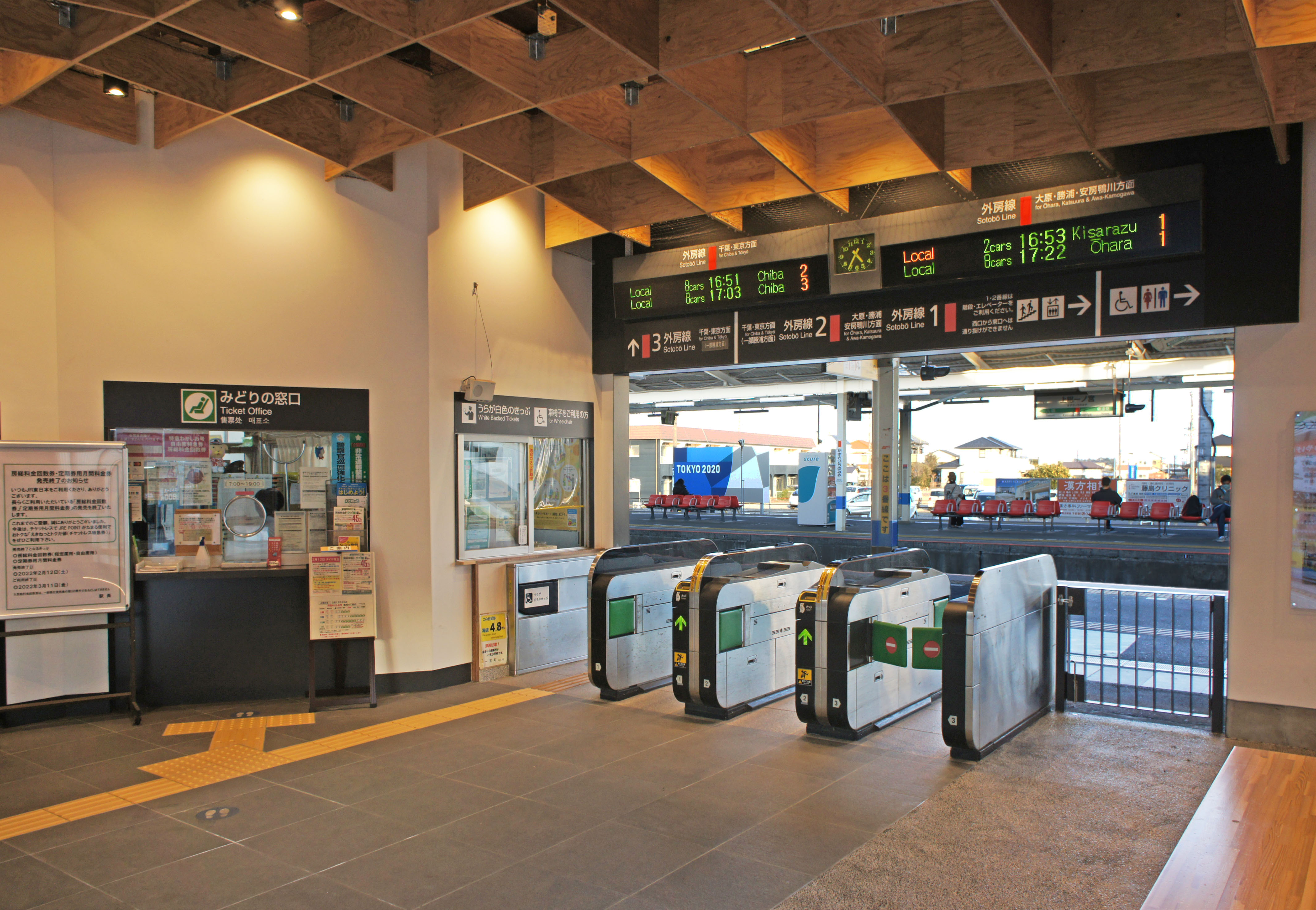
西口改札（2022年2月）
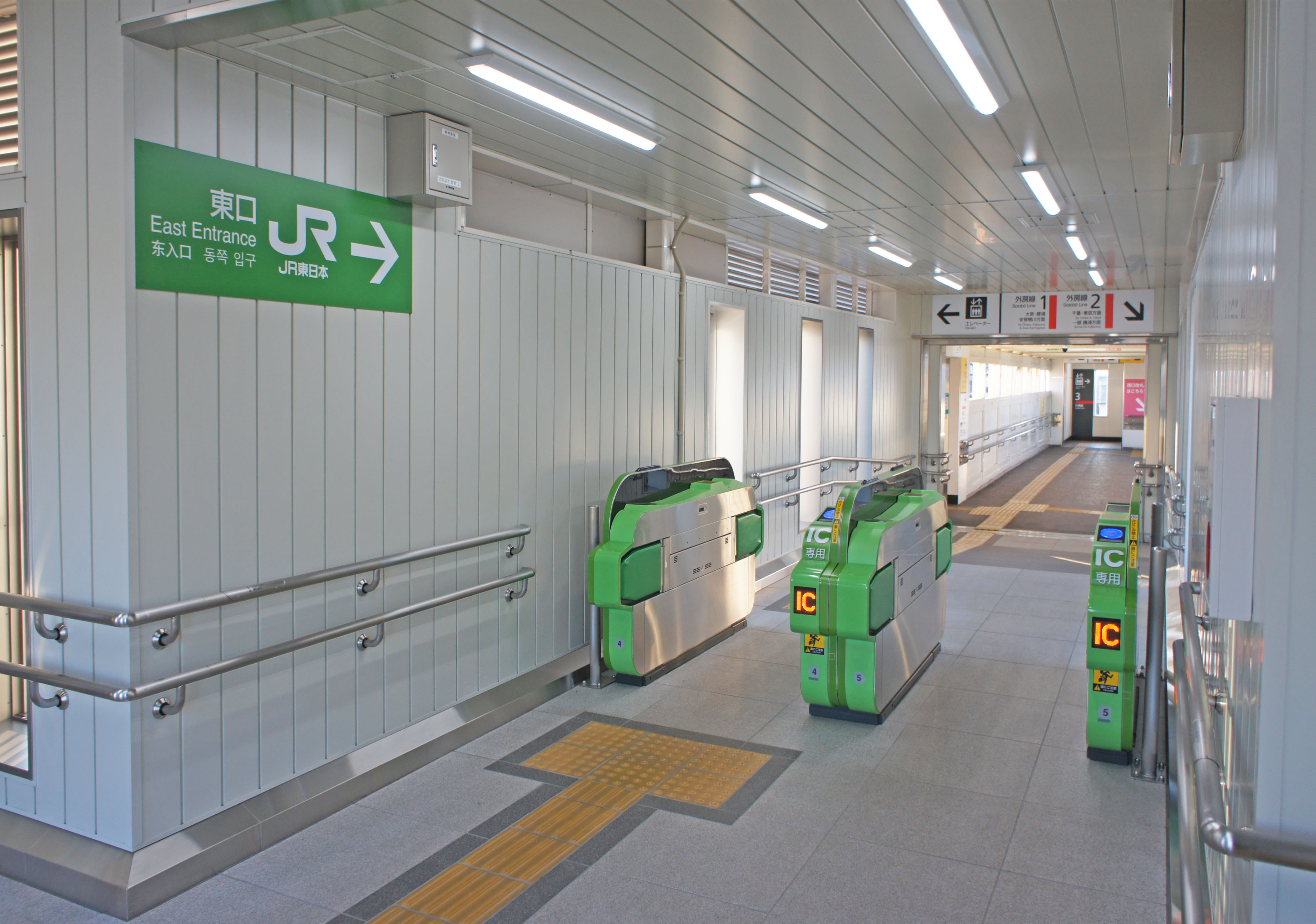
東口改札（2022年2月）
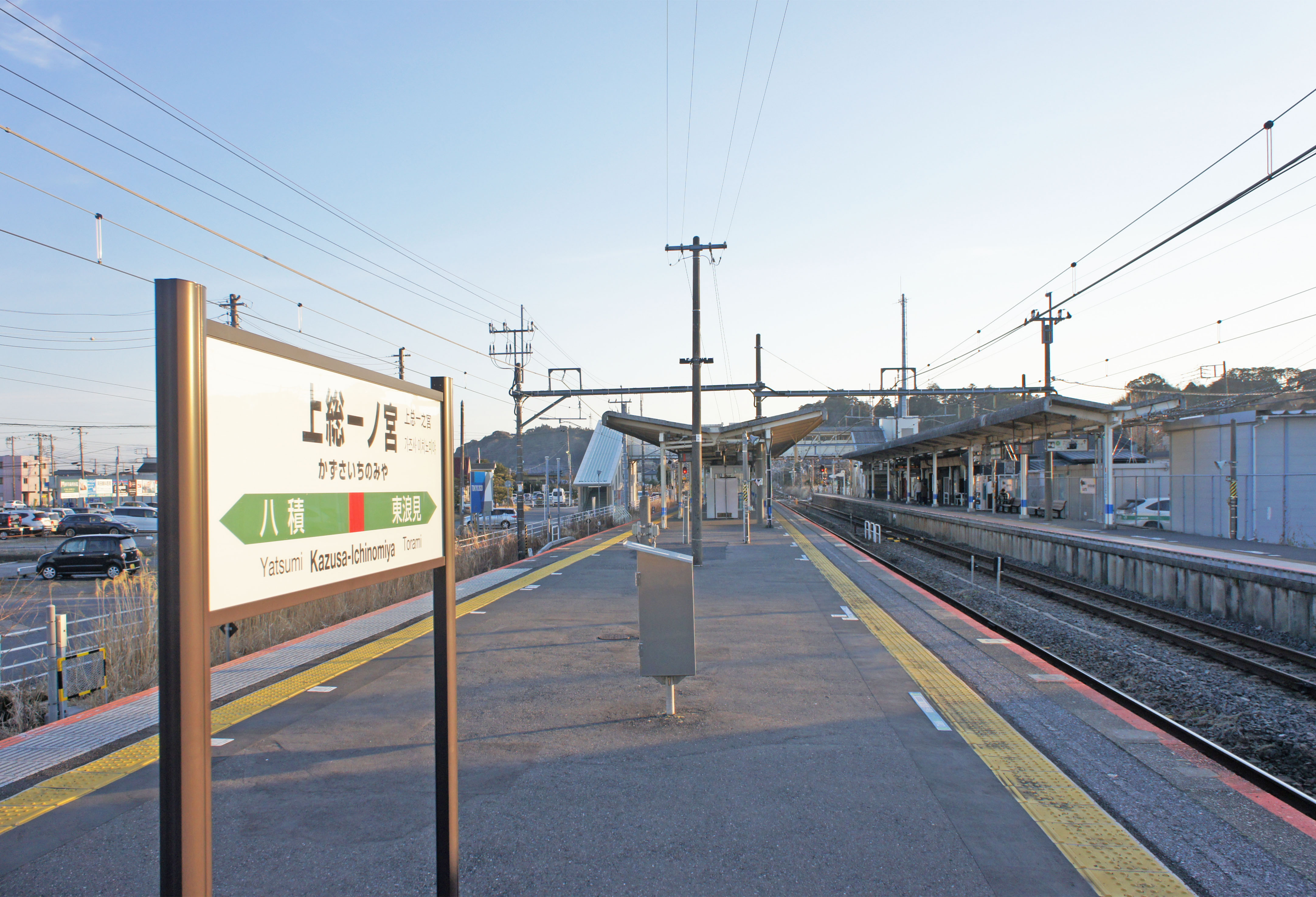
駅ホーム（2022年2月）

## 利用状況
2023年度（令和5年度）の1日平均乗車人員は2,631人である。
1990年度（平成2年度）以降の1日平均乗車人員の推移は下記の通り。
| 年度               | 1日平均 乗車人員 | 出典     |
| ------------------ | ---------------- | -------- |
| 1990年（平成02年） | 3,092            | [ * 1 ]  |
| 1991年（平成03年） | 3,150            | [ * 2 ]  |
| 1992年（平成04年） | 3,273            | [ * 3 ]  |
| 1993年（平成05年） | 3,254            | [ * 4 ]  |
| 1994年（平成06年） | 3,219            | [ * 5 ]  |
| 1995年（平成07年） | 3,218            | [ * 6 ]  |
| 1996年（平成08年） | 3,218            | [ * 7 ]  |
| 1997年（平成09年） | 3,225            | [ * 8 ]  |
| 1998年（平成10年） | 3,242            | [ * 9 ]  |
| 1999年（平成11年） | 3,215            | [ * 10 ] |
| 2000年（平成12年） | 3,154            | [ * 11 ] |
| 2001年（平成13年） | 3,113            | [ * 12 ] |
| 2002年（平成14年） | 3,065            | [ * 13 ] |
| 2003年（平成15年） | 3,059            | [ * 14 ] |
| 2004年（平成16年） | 3,050            | [ * 15 ] |
| 2005年（平成17年） | 3,059            | [ * 16 ] |
| 2006年（平成18年） | 3,111            | [ * 17 ] |
| 2007年（平成19年） | 3,089            | [ * 18 ] |
| 2008年（平成20年） | 3,100            | [ * 19 ] |
| 2009年（平成21年） | 3,112            | [ * 20 ] |
| 2010年（平成22年） | 3,052            | [ * 21 ] |
| 2011年（平成23年） | 2,951            | [ * 22 ] |
| 2012年（平成24年） | 2,961            | [ * 23 ] |
| 2013年（平成25年） | 2,993            | [ * 24 ] |
| 2014年（平成26年） | 2,945            | [ * 25 ] |
| 2015年（平成27年） | 2,979            | [ * 26 ] |
| 2016年（平成28年） | 2,962            | [ * 27 ] |
| 2017年（平成29年） | 3,002            | [ * 28 ] |
| 2018年（平成30年） | 3,016            | [ * 29 ] |
| 2019年（令和元年） | 2,976            | [ * 30 ] |
| 2020年（令和02年） | 2,188            |          |
| 2021年（令和03年） | 2,373            |          |
| 2022年（令和04年） | 2,566            |          |
| 2023年（令和05年） | 2,631            |          |

## 駅周辺
一宮町の中心市街地に位置する。当駅は東京・千葉方面からの快速電車終着駅であるため、駅周辺では住宅開発が進みつつある。サーファーの聖地や別荘地としても知られるため、サーフショップやカフェ、宿泊施設などが千葉県道30号飯岡一宮線（九十九里ビーチライン）沿いを中心に点在する。また、木造空き店舗をリノベーションしたサテライト・オフィスSUZUMINE（すずみね）などサーフィンと仕事を両立できる複合施設が整備されている。
- 玉前神社（上総国一宮） - 駅名の由来となった神社。
- 国道128号（房総横断道路）
- 千葉県道30号飯岡一宮線（九十九里ビーチライン）
- 千葉県道148号南総一宮線

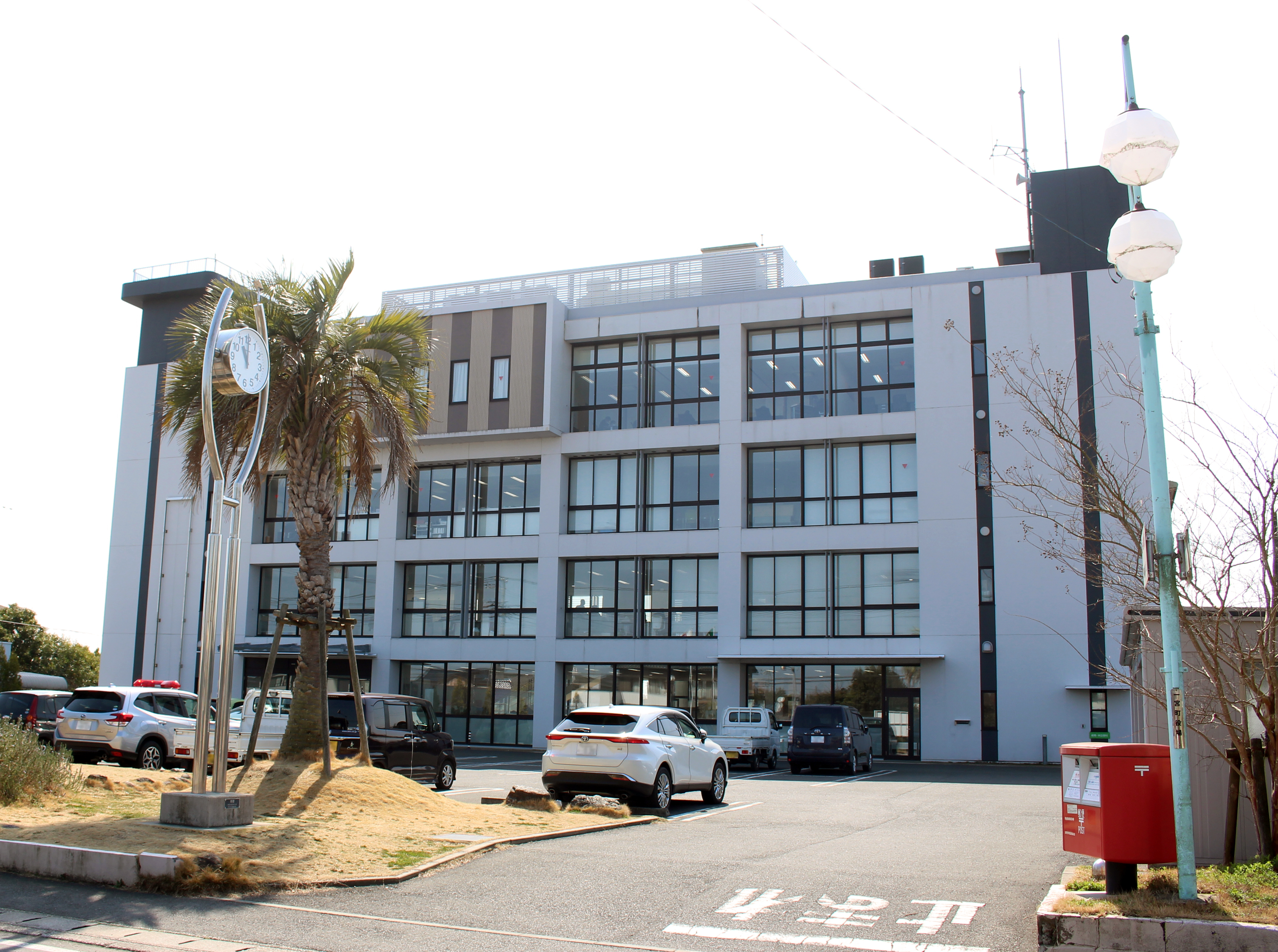
千葉県道228号一宮停車場線
- 一宮町役場
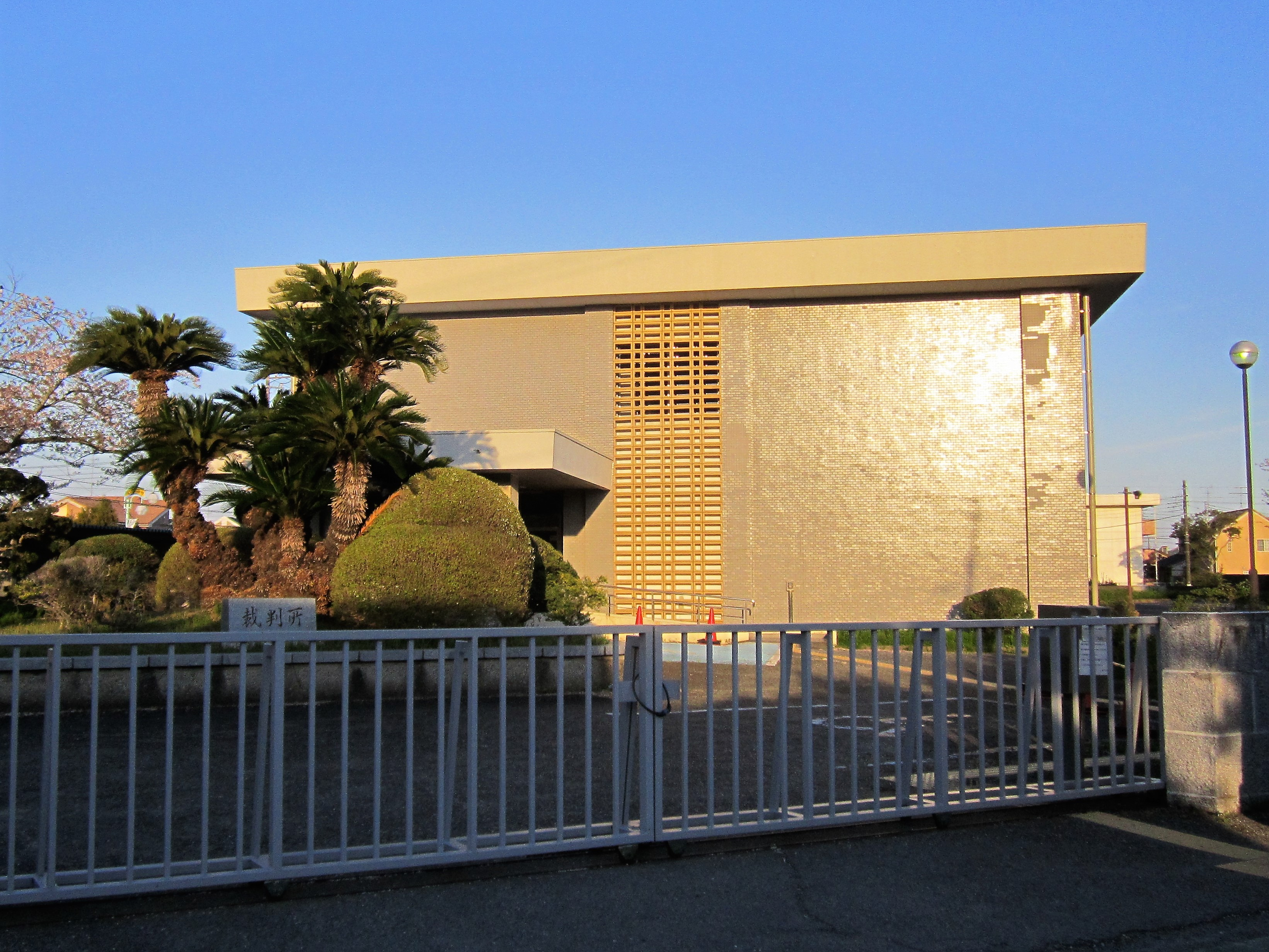
千葉地方裁判所一宮支部
- 茂原警察署一宮幹部交番
- 千葉県立一宮商業高等学校
- 一宮町立一宮中学校
- 一宮町立一宮小学校
- 一宮郵便局
- JA長生一宮支店
- 千葉銀行一宮支店
- 一宮乗馬センター
- 一宮城跡（一宮陣屋）
- 九十九里浜一宮海水浴場
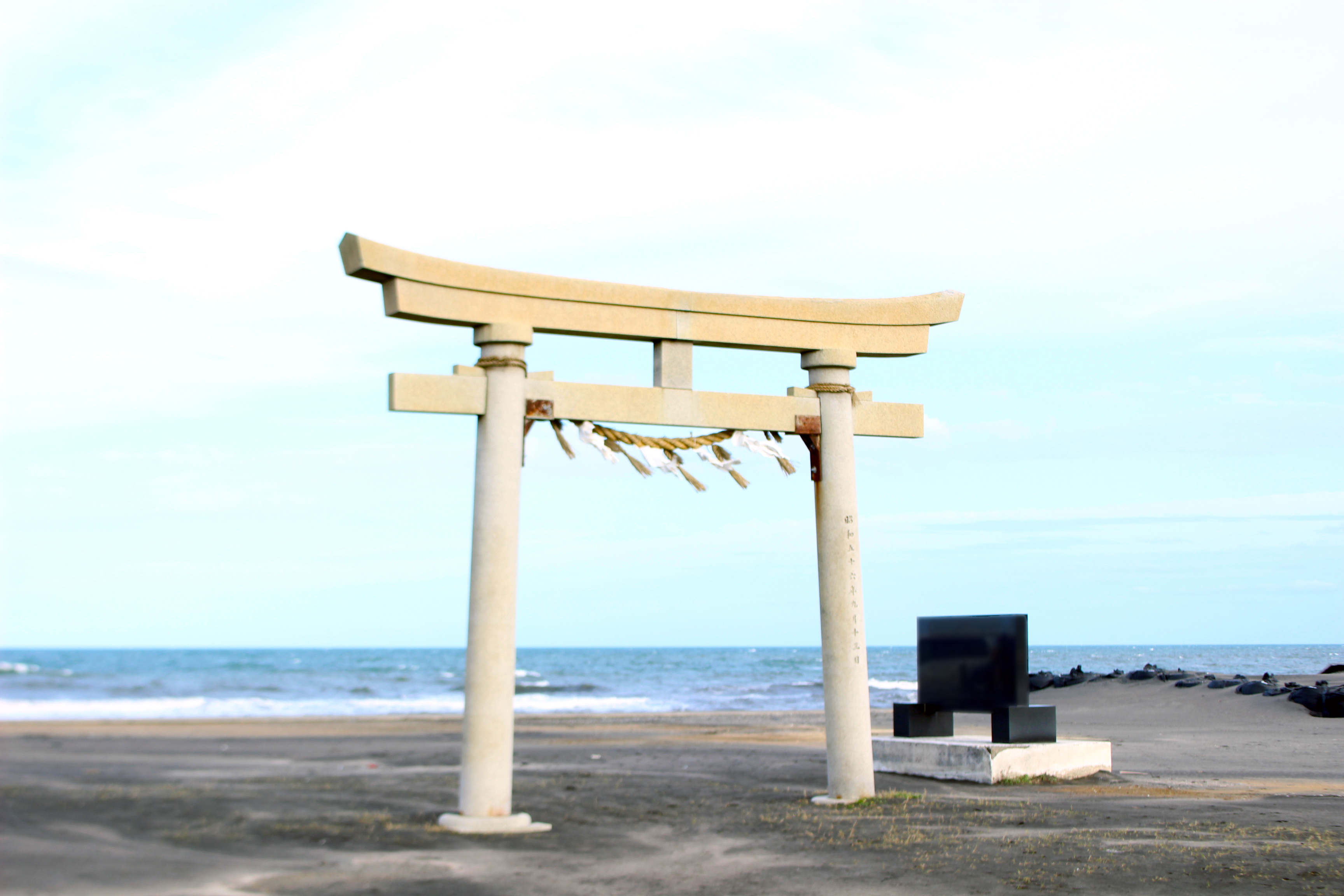
釣ヶ崎海岸[注釈 1]
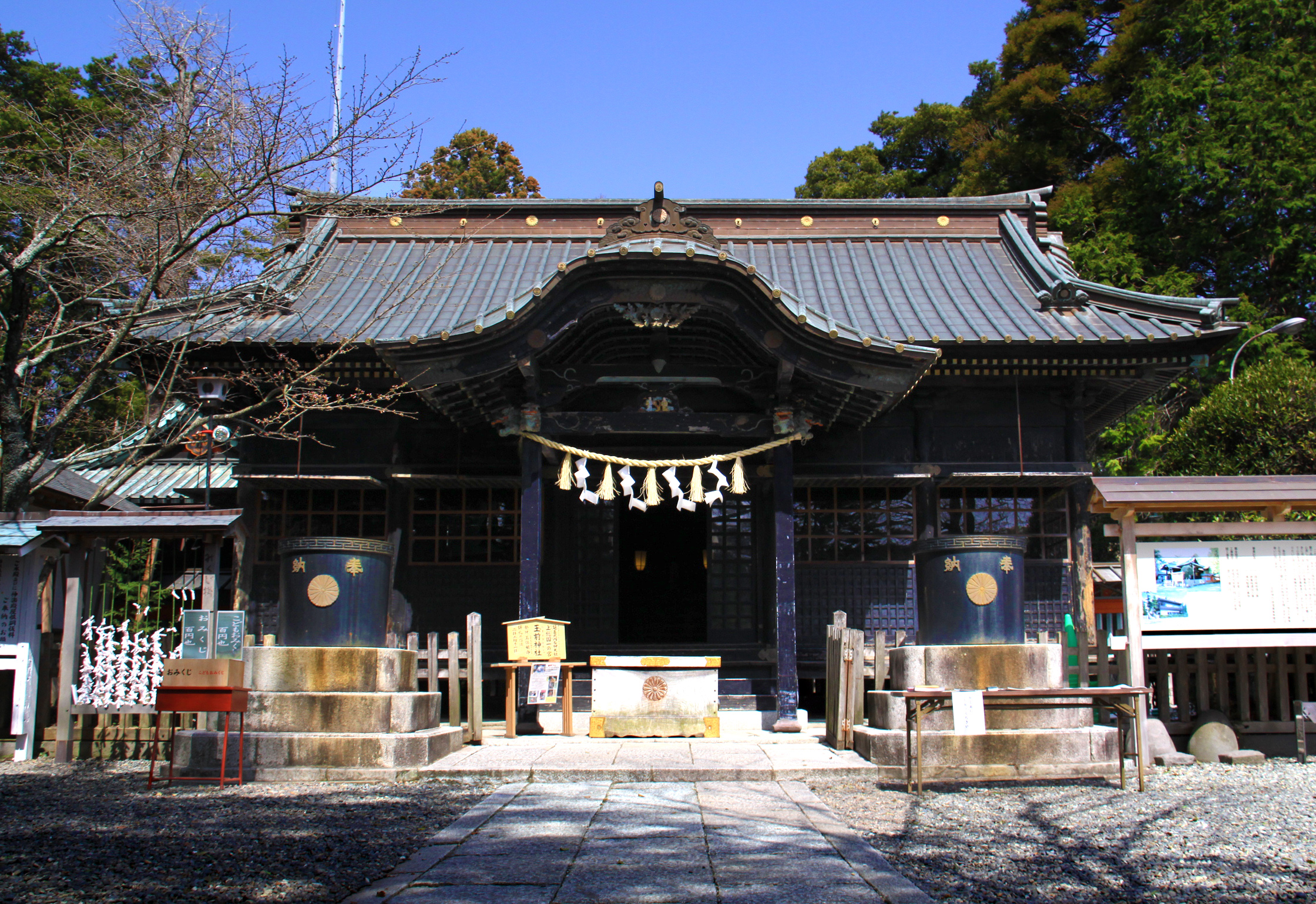
玉前神社
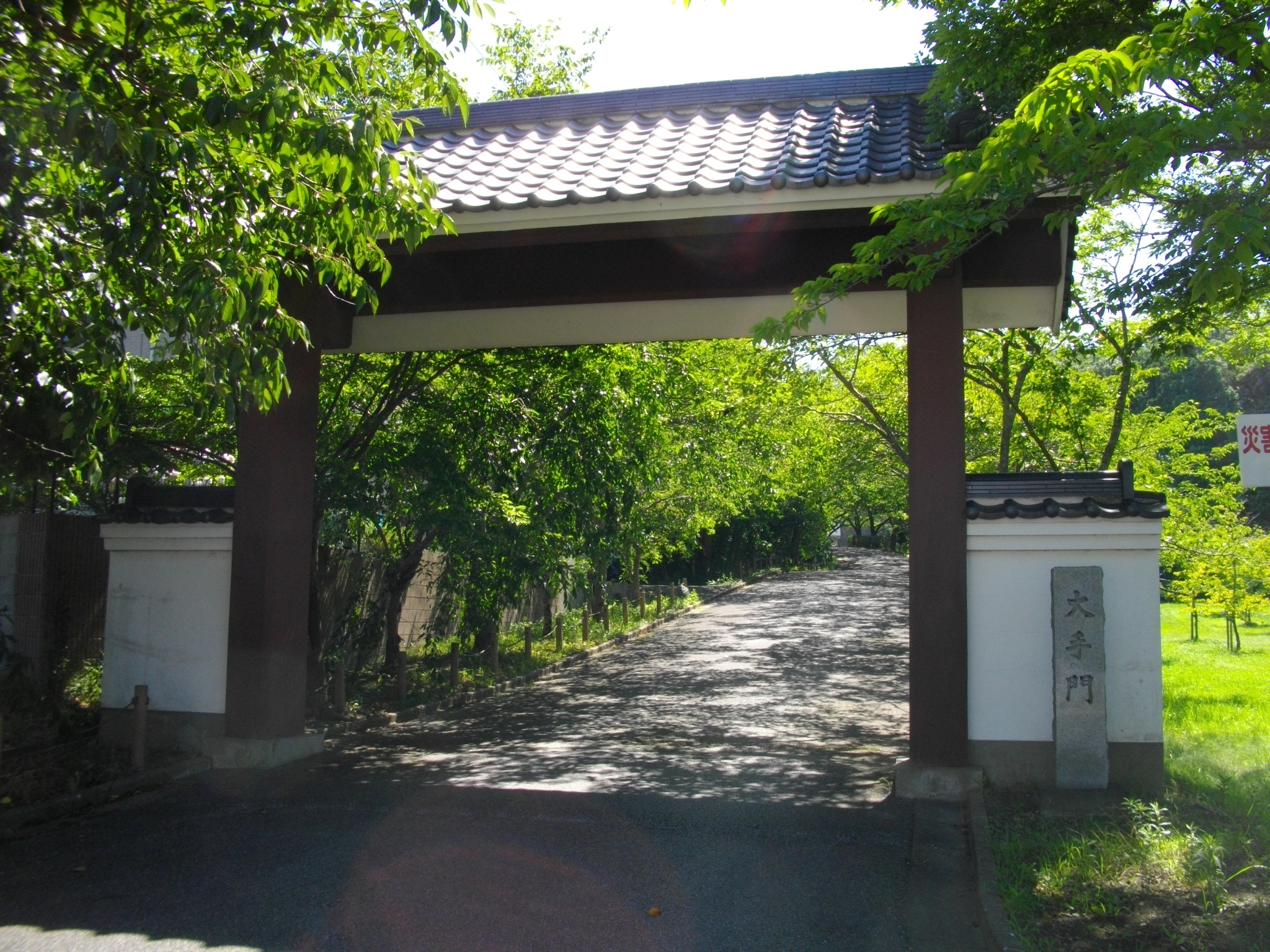
一宮城（大手門）

- 小湊鉄道「一宮駅」停留所

- 一宮町役場
- 千葉地方裁判所一宮支部
- 釣ヶ崎海岸鳥居
- 玉前神社
- 一宮城（大手門）

## その他
- Suicaの履歴表示及び一部の案内には、当駅を「上総一宮」と表記される。
- 太平洋戦争中は風船爆弾基地への引き込み線が存在した。

## 隣の駅
東日本旅客鉄道（JR東日本）
■外房線
- 特急「わかしお」停車駅

■快速（総武線経由、すべて当駅始終着）
茂原駅 - 上総一ノ宮駅

■快速（京葉線経由、京葉線海浜幕張駅まで各駅に停車）
八積駅 - 上総一ノ宮駅
■普通（各駅停車）
八積駅 - 上総一ノ宮駅 - 東浪見駅

### 記事本文